# Gabriel de Rochechouart de Mortemart
Gabriel de Rochechouart de Mortemart (1600-1675), fut premier gentilhomme de la Chambre de Louis XIII et gouverneur de Paris. Il était issu d’une branche cadette de la Maison de Rochechouart.

## Dans l'intimité du Roi
Gabriel de Rochechouart, qui fut l'un des plus fins et des plus déliés courtisans de son époque, a passé la plus grande partie de son enfance auprès du Dauphin Louis, qui devint roi à l'âge de huit ans à la mort de Henri IV. Cette étroite intimité avec Louis XIII, qui avait pris l'habitude de partager ses jeux avec lui, lui permit d'obtenir de grands avantages aussitôt que le roi put gouverner sans la tutelle de sa mère. En 1630, le souverain le nomma premier gentilhomme de sa chambre et lui accorda une pension de 6000 livres. À ce titre il participa aux diverses expéditions menées par le roi-soldat. Doué d'un esprit brillant et subtil, l'esprit Mortemart, il sut se maintenir dans la confiance du cardinal de Richelieu, tout en voyant dans son intimité la jeune reine Anne d'Autriche, mais en se gardant de se compromettre dans les nombreuses intrigues qui faillirent perdre cette dernière. Trop prudent pour se mêler aux conspirations qui s'ourdirent, sans jamais aboutir, contre le Premier ministre, totalement dévoué à Louis XIII, Gabriel de Rochechouart sut mener habilement sa carrière à la cour, contrairement à son frère, le comte de Maure, qui tomba en disgrâce après s'être levé contre la condamnation à mort du maréchal de Marillac, ou son cousin, François de Rochechouart, chevalier de Jars, condamné à mort après la Journée des Dupes. D'après Leclère, il aida Richelieu à précipiter la chute de Cinq-Mars. Il fut fait chevalier des ordres du roi en 1633.

## Une place éminente à la Cour
Gabriel de Rochechouart usa de la même prudence et de la même habileté sous la régence d'Anne d'Autriche et lors de la Fronde. Doté d'un esprit subtil, bien vu à la cour, il soutint activement le ministère de Mazarin. En 1650, le marquis fut érigé duc et pair de France et, en tant que premier gentilhomme de la chambre du roi, continua de partager l'intimité du nouveau souverain, Louis XIV. Ce dernier le nomma gouverneur de Paris et de l'Île-de-France en 1669. Grâce à sa position, Gabriel qui avait épousé Diane de Grandseigne en 1632, offrit à ses enfants des places de premier plan à la cour:
- Sa fille Gabrielle (1633-1693), marquise de Thianges, fut une figure éminente de la cour;
- Son fils Louis-Victor (1636-1688) fut maréchal de France, vice-roi de Sicile, et prince de Tonnay-Charente;
- Sa fille Françoise-Athénaïs (1640-1707), marquise de Montespan, fut la favorite de Louis XIV de 1667 à 1679, dont elle eut sept enfants. À ce titre, elle est l'arrière-grand-mère du roi Louis-Philippe;
- Sa fille Marie-Madeleine (1645-1704), la reine des abbesses, fut une personnalité très influente de la communauté intellectuelle du XVIIe siècle, qui traduisit avec Racine Le Banquet de Platon.
- Marie-Christine, abbesse.

Il mourut à Paris le 26 décembre 1675.